# Burg Lichtenstein (Neidenfels)
Die Burg Lichtenstein ist die Ruine einer Felsenburg auf dem „Lichtensteiner Berg“, einem Ausläufer der Hohen Loog in rund 270 Metern Höhe im Pfälzerwald westlich der Gemeinde Neidenfels im Landkreis Bad Dürkheim in Rheinland-Pfalz.

## Lage
In unmittelbarer Nähe befindet sich der Lichtensteiner Kopf-Tunnel.

## Geschichte
Die Burg wurde um 1200 erbaut und gehörte zum Wehrsystem der Staufer, sie sollte die Wegverbindung von Speyer nach Kaiserslautern schützen. Das Geschlecht derer von Lichtenstein hatte hier seinen Stammsitz. Erstmals erwähnt wird die Burg in Zusammenhang mit Cuonradus de Lichtenstein.
1281 wurde die Burg durch bürgerliche und bischöfliche Truppen aus Speyer unter der Führung von Johann von Lichtenstein, einem Vetter der Burgherren, zerstört, nachdem den Burgherren Albrecht und Konrad von Lichtenstein Raubrittertum vorgeworfen wurde. Sie hatten auch Besitzungen der Bischofsstadt Speyer geplündert. Die Burg wurde nicht wieder aufgebaut, stattdessen wurde gegenüber die Burg Neidenfels gebaut.
Zwischen 1838 und 1849 diente die Ruine als Steinbruch für den Eisenbahnbau.

## Anlage
Auf Grund der frühen Zerstörung der Burg und der späteren Nutzung als Steinbruch sind heute nur noch ein inzwischen abgeflachter Halsgraben und die Reste einer Ringmauer aus Buckelquadern, die einst den Burghof umschloss, zu sehen. Im ehemaligen Hof befindet sich ein sieben Meter hoher Felsblock, der einst den Wehrturm trug.

## Literatur

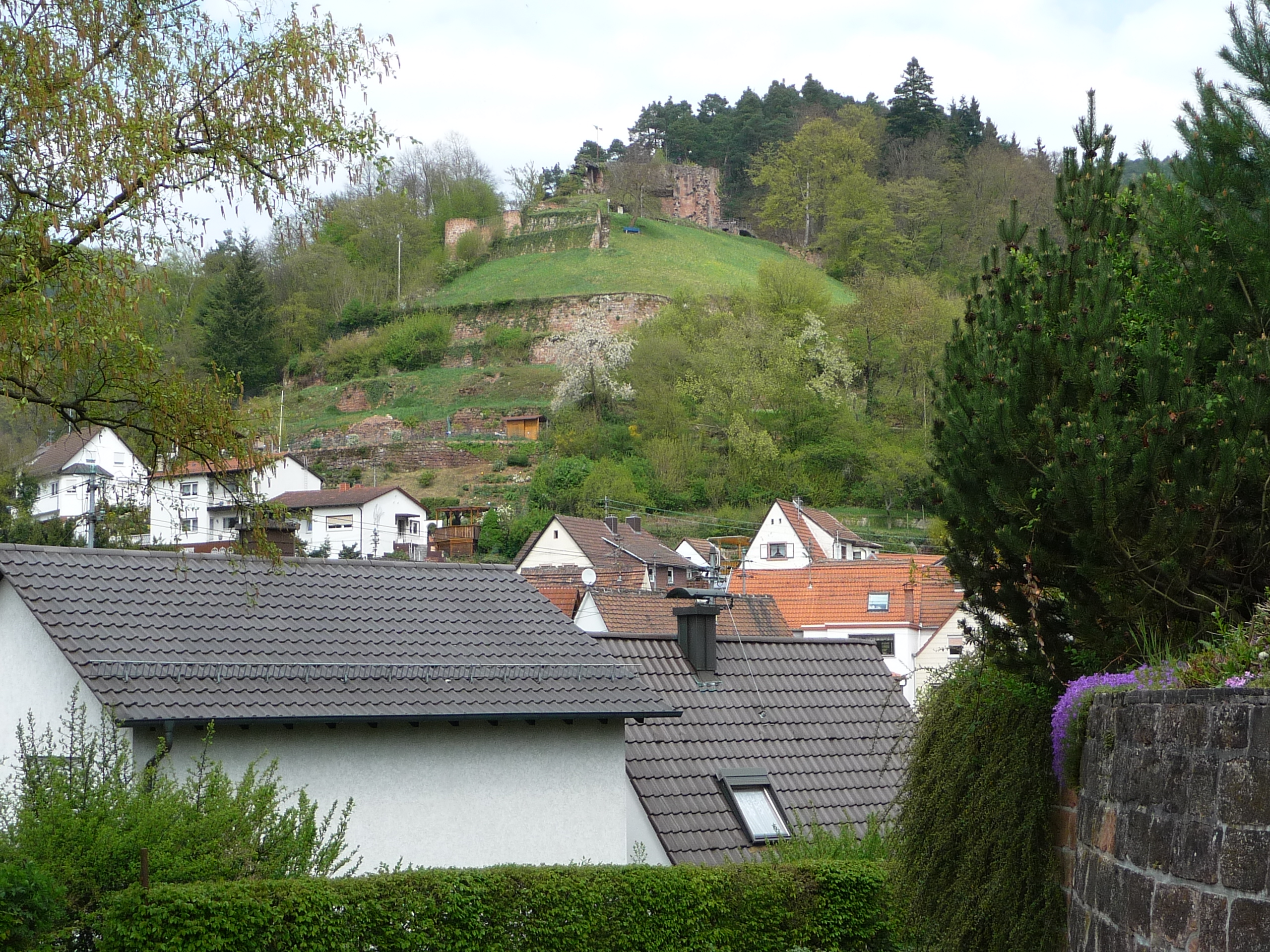